# Hans Heinrich Jess

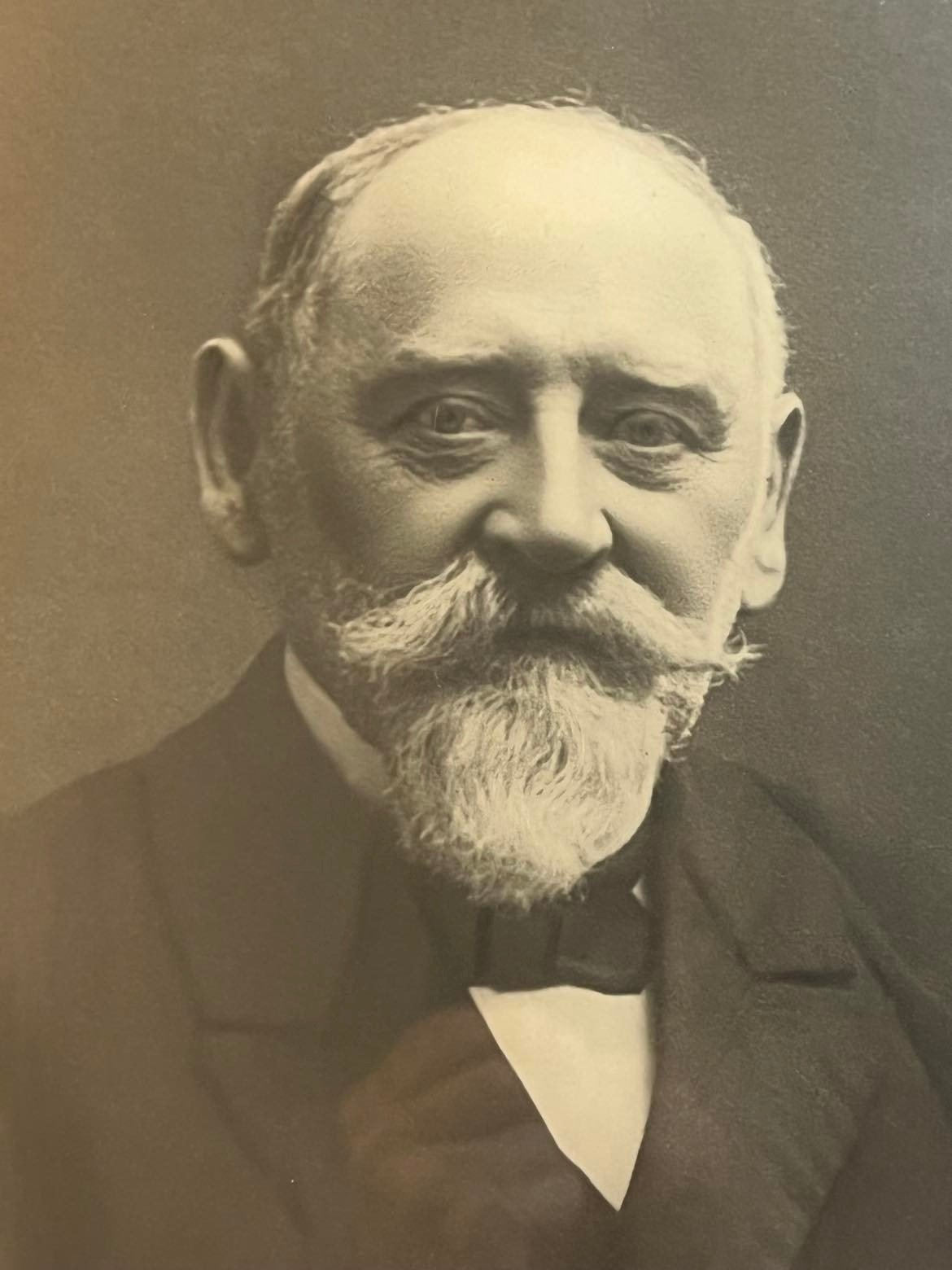
Hans Heinrich Jess (1847–1916)

Hans Heinrich Jess (* 29. Oktober 1847 in Bistensee, Herzogtum Schleswig; † 19. Januar 1916 in Bergen (Norwegen)) war ein norwegischer Architekt und Baumeister des Historismus. Er entwarf in und um Bergen zahlreiche Geschäfts- und Wohnhäuser im Stil der Neugotik und Neorenaissance. „Das Hotel Hardanger in Odda aus dem Jahr 1896 (1976 abgerissen) war jedoch eines der Glanzstücke des Schweizerstils.“

## Familie und Ausbildung
Hans Heinrich Jess war der Sohn des Landwirts Hans-Jürgen Jess (* 1816) und dessen Ehefrau Catharina Elisabeth, geborene Wommelsdorff (1813–1866). Zur Zeit seiner Geburt war seine Heimat, das Herzogtum Schleswig, noch ein Teil des Dänischen Gesamtstaats. 1867, als er zwanzig Jahre alt war, wurde Schleswig preußisch und 1871 Teil des Deutschen Kaiserreichs.
Jess absolvierte zunächst eine Lehre zum Tischler. Von 1871 bis 1873 studierte er Bauwesen an der Baugewerbeschule in Eckernförde. Unmittelbar darauf wanderte er nach Bergen in Norwegen aus, erwarb das Bürgerrecht und blieb dort für den Rest seines Lebens. Er schloss die Ehe mit Andrea Singdahlsen (* 19. April 1858 in Laurvig), in der fünf Kinder geboren wurden: John Vickers (* 1880), Janet Scarborough Katrine (* 1883), Signe Elisabeth (* 1886), Frida Andrea (* 1890), Hans Heinrich jr. (* 1893). Zum Zeitpunkt der Volkszählung 1912 wohnten das Ehepaar und alle Kinder, die schon erwachsen waren, im Haus Merkevai Store 36 im 4. Stockwerk. Dazu kam noch das Dienstmädchen Anna Matiasdtr Lilleheim (* 1890). Vom namensgleichen Sohn Hans Heinrich ist bekannt, dass er 1968 mit 75 Jahren in Bergen starb.

## Karriere

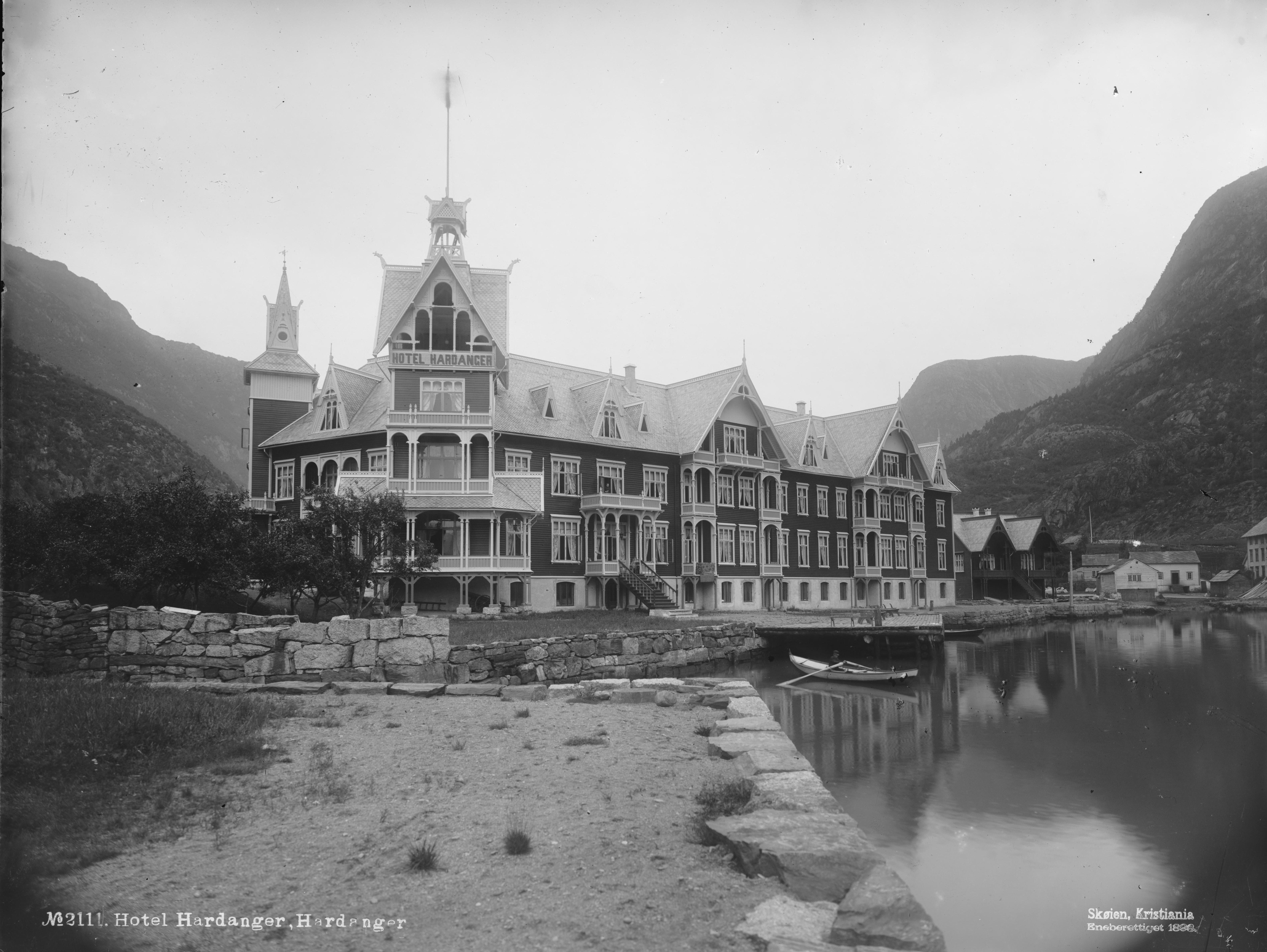
Hotel Hardanger, Odda (Fotografie von Marthinius Skøien, 1898, Nasjonalbiblioteket)

Hans Heinrich Jess arbeitete in Bergen als Assistent und später als Partner von Conrad Fredrik von der Lippe, der von 1870 bis 1900 stadskonduktør (Stadtbaudirektor) in Bergen war. Die Partnerschaft unter dem Firmennamen Lippe & Jess wurde 1881 aufgelöst, als Lippe wegen Unvereinbarkeit mit seinem städtischen Amt im Gemeindegebiet Bergen keine privaten Architekturarbeiten mehr übernehmen durfte.
Jess war bei den meisten von ihm entworfenen Gebäuden der Baumeister, was zu Kritik seitens der jüngeren Architektengeneration führte. Zahlreiche seiner in Bergen errichteten Gebäude sind vom großen Stadtbrand 1916 verschont geblieben, wie der Vereinssaal der Loge Den gode Hensigt (Die gute Absicht) (1882) im Renaissancestil. Fosswinkels gt 6–8 (1891) (Foto) und Sydnesplassen 1 sind im norddeutschen Backsteinstil erbaut; Parkveien 16–22 (1887–1890) sind neugotische Reihenhäuser nach englischer Art.

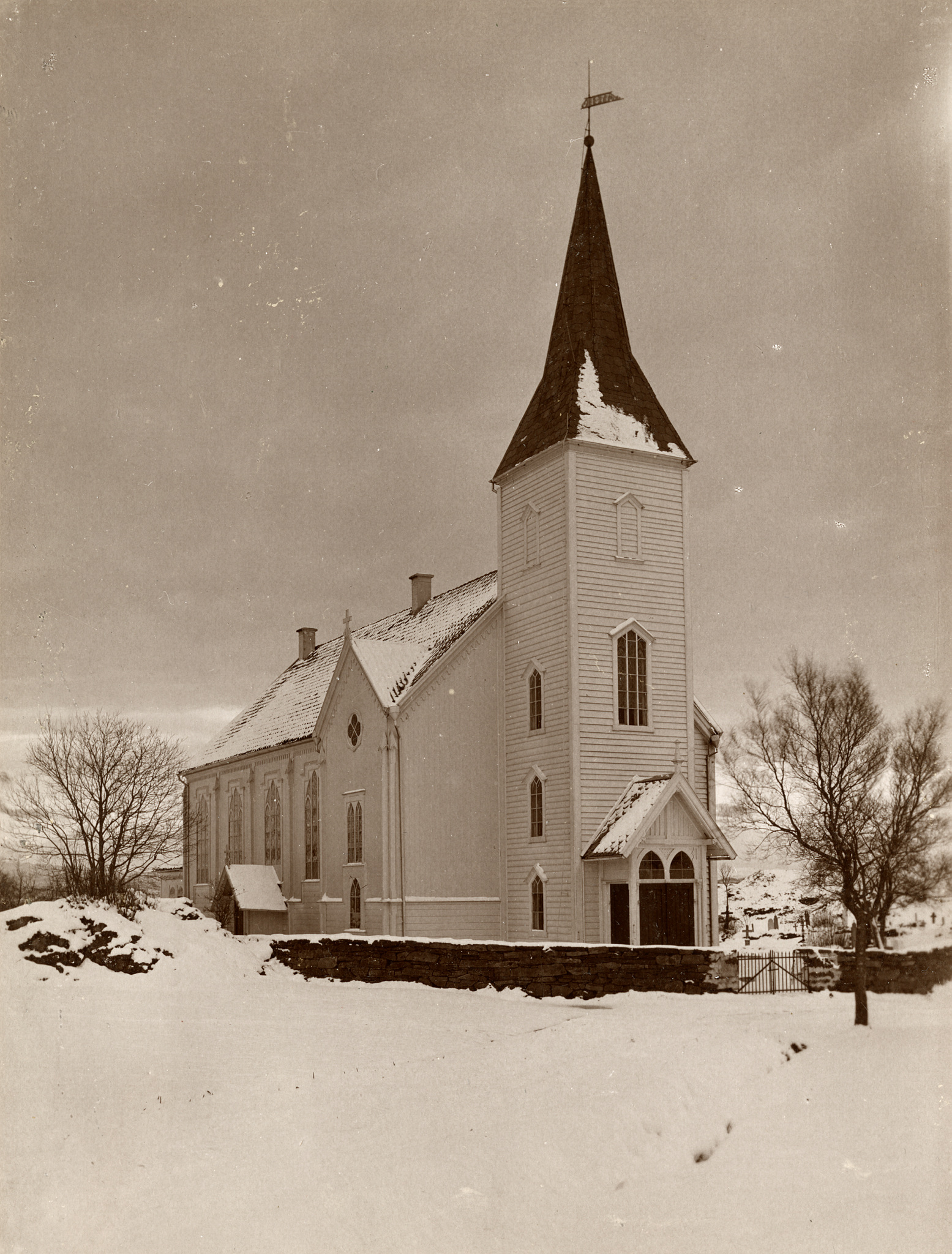
Sundkirche

Außerhalb Bergens errichtete Hans Heinrich Jess vor allem Holzkirchen und Hotels. Die meisten seiner Kirchen ähneln einander, da er frühere Entwürfe als Muster für spätere Bauten wiederverwendete. Die zusammen mit Lippe entworfene Sundkirche (1877) – Gegenstand einer von den beiden gemeinsam verfassten Monografie in deutscher Sprache – war das Vorbild für die Kirchen von Varaldsøy (1883) und Manger (1889). Die drei Kirchen werden vom frontalen Turm dominiert, während das Querschiff nur als Andeutung vorhanden ist. Dadurch wird eine oblonge Form erreicht. Der Grundriss der Møkster Kirche dagegen nähert sich einem Quadrat an; diese Kirche wurde in vereinfachter Form in Store Kalsøy ein zweites Mal realisiert (beide 1891).

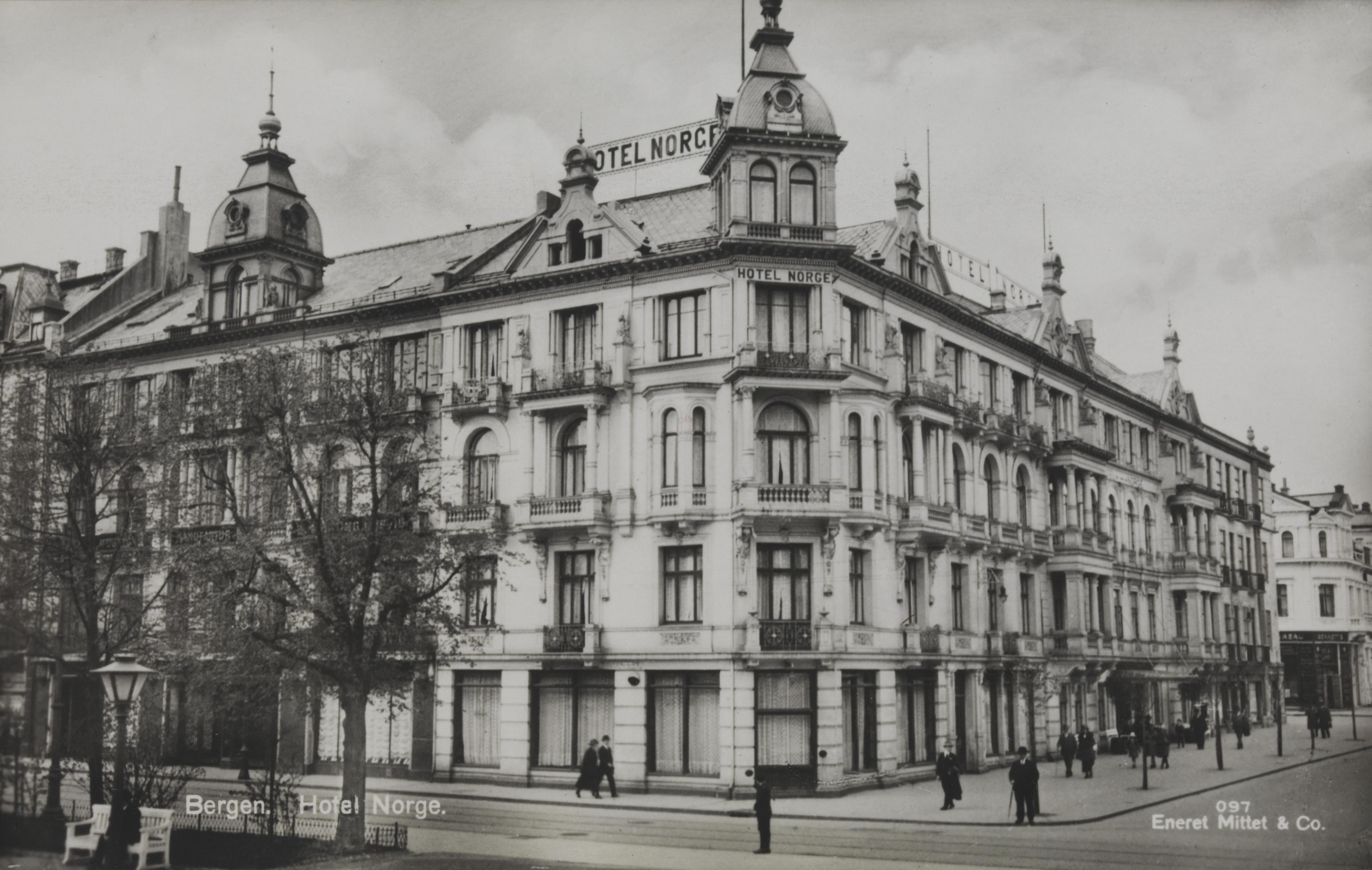
Hotel Norge, Bergen

Hans Heinrich Jess entwarf mehrere große Landhotels im Schweizerstil. Sein Meisterwerk, das Hotel Hardanger in Odda (1896), zeichnete sich durch einen originellen Grundriss auf beengtem Raume aus, wobei die Fassade wirkungsvoll zum Fjord hin ausgerichtet wurde. Hotelhalle und Speisesaal, geschmückt mit Werken des Malers Nils Bergslien und des Holzschnitzers Lars Kinsarvik, zählten zu den schönsten nationalromantischen Räumen Norwegens. Das Hotel wurde 1976 abgerissen.

## Mitgliedschaften
- Mitglied der norske Ingeniør- og Arkitektforening (Norwegische Gesellschaft der Ingenieure und Architekten).[2]
- Mitglied des Bergens Håndverks- og Industriforening (Handwerks- und Industrieverein Bergen) und Vorsitzender der industrilotteri (Industrielotterie) 1888–1906.[2]

## Ausgeführte Bauten

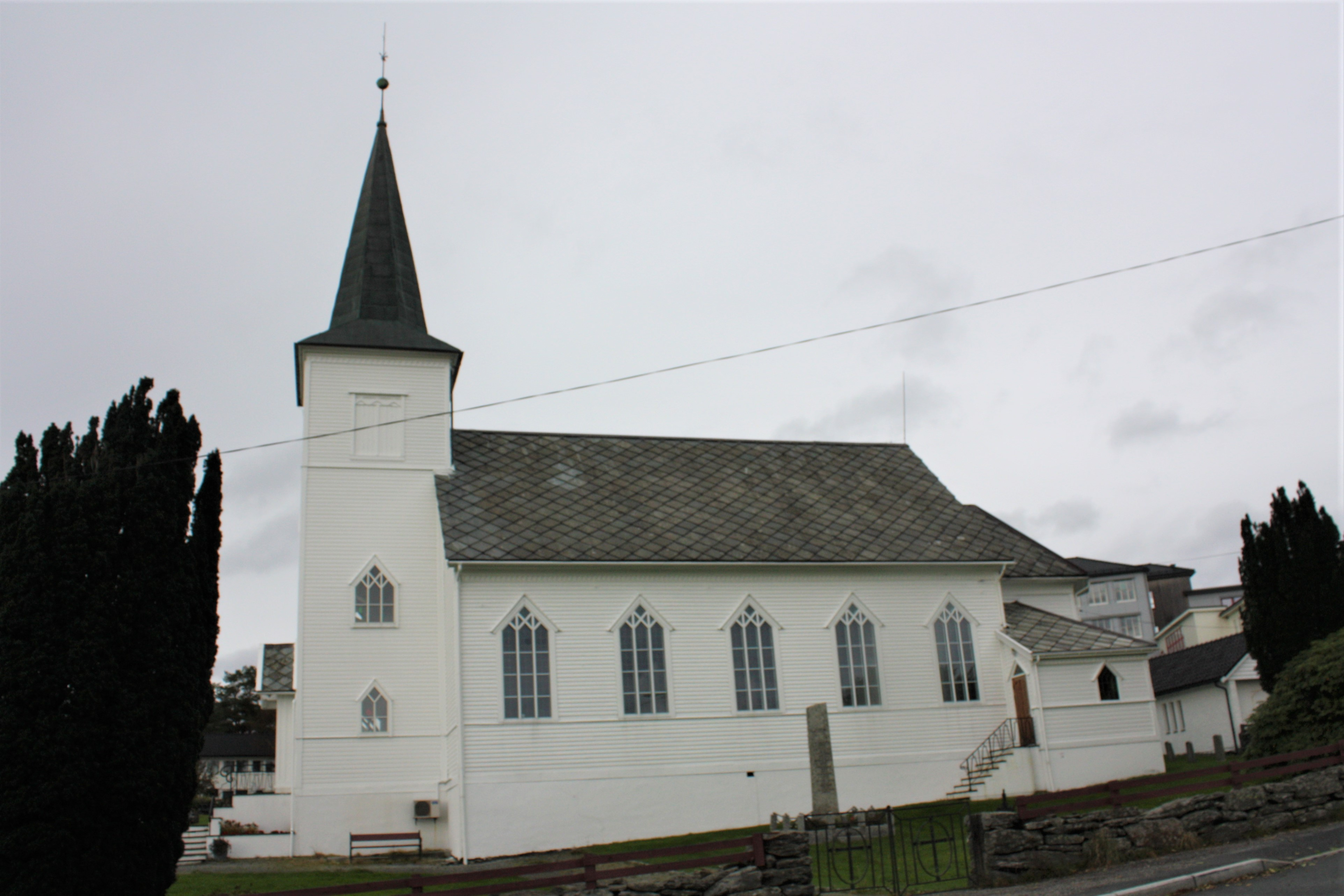
Kirche von Austevoll

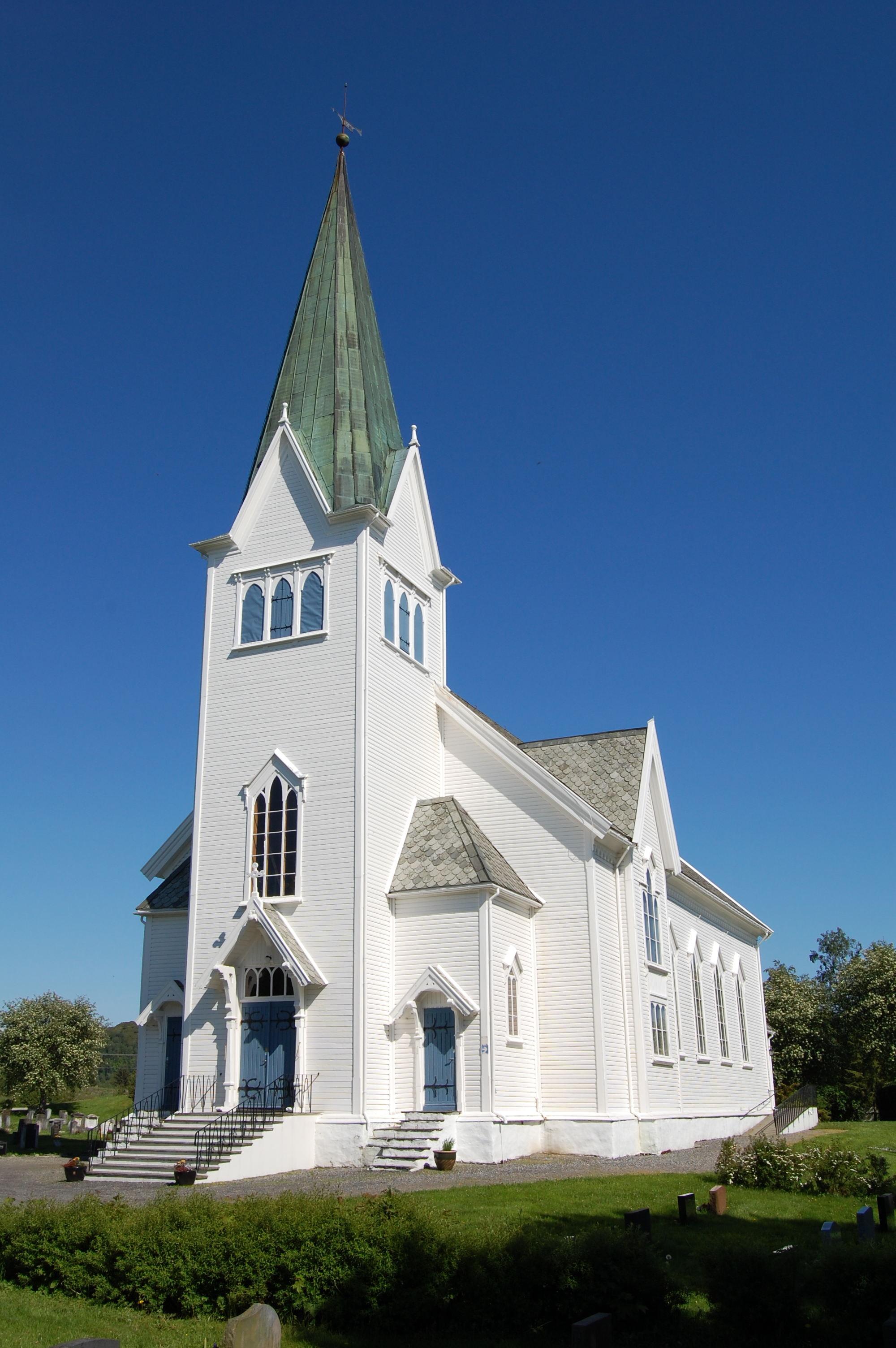
Kirche von Manger

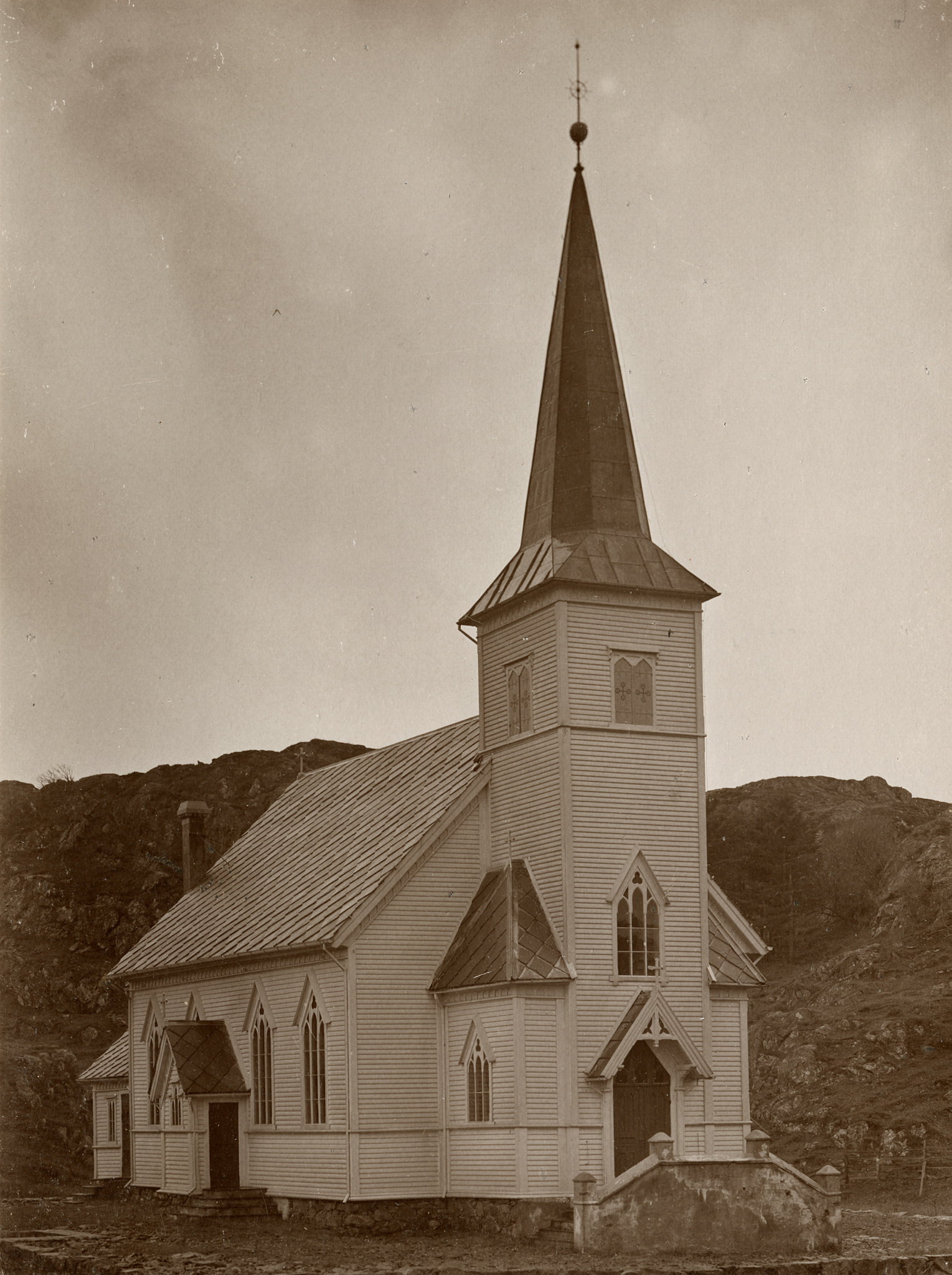
Kirche von Møkster

Auswahl. Nach , soweit nicht anders angegeben.
- In Bergen
  - Öffentliche Gebäude
    - Vereinssaal für Den gode Hensigt, Engen 14 (1882)
    - Ridehuset, Nygårdsgt. 69 (1889)
    - Ausstellungspavillon im Nygårdsparken für Anfindsen (1898)
    - Lagerhaus für E. Ellingsen, Starvhusgt. 3 (1901)

  - Kommerzielle Gebäude:
    - Smørsalmenning 14 für den Büchsenmacher Fenden (1895)
    - Store Markveien für Frau Bergesen (1897)
    - Vågsalmenning 28 für Anfindsen (1897, abgerissen) (Foto[8])
    - Skostredet 13 für Erdal (1898)

  - Villen und Bauernhäuser:
    - Store Parkvn. 18 für Olsen (1887)
    - Store Parkvn. 20 für Döscher (1889)
    - Store Parkvn. 22 für Ole Johannessen (1889)
    - Harald Hårfagres gt. 33 (1890)
    - Strømsgt. 57 (1890)
    - Store Parkvn. 22b (1890)
    - Fosswinkels gt. 6 für Didrik Smit (1891) (Foto[7])
    - Kalvedalsvn. 48 für Ege jr. (1892)
- Kirchen:
  - Varaldsøy, mit Umbauten des Baumeisters K. Askeland (1883–1885)
  - Hatlestrand (1885)
  - Manger (1889–1891)
  - Austevoll (1890–1891)
  - Store Kalsøy (1891–1892)
  - Møkster (1891–1892)
- Hotels:
  - Breifonn in Røldal (1889–90, abgebrannt 1981)
  - Hotel Central (King Oscars Hall) in Stryn (1893–1894), auf der Roten Liste des Fortidsminneforeningen[9]
  - Mæland in Granvin (1894)
  - Maristuen im Filefjell (1894, verbrannt 1976)
  - Hotel Norge, Ole Bulls pl. 1–5 und Nordahl Bruns gt. 4–6, Bergen (1895–1896, abgebrannt 1916)
  - Hardanger-Hotel in Odda (1896, abgerissen 1976)
- Zusammen mit Conrad Fredrik von der Lippe:
  - Sundkirche in Klokkarvik (1875–1877)
  - Bauernhaus für Fröchen, Sydnesplassen 1, Bergen (1880, Erweiterung 1896)
  - Bauernhaus für Joh. C. Gjertsen, Olav Kyrres gt. 61, Bergen (1880)
  - Eigenes Mietshaus, Store Markveien 36, Bergen (1881, 1916 abgebrannt)

## Gemeinschaftsausstellungen

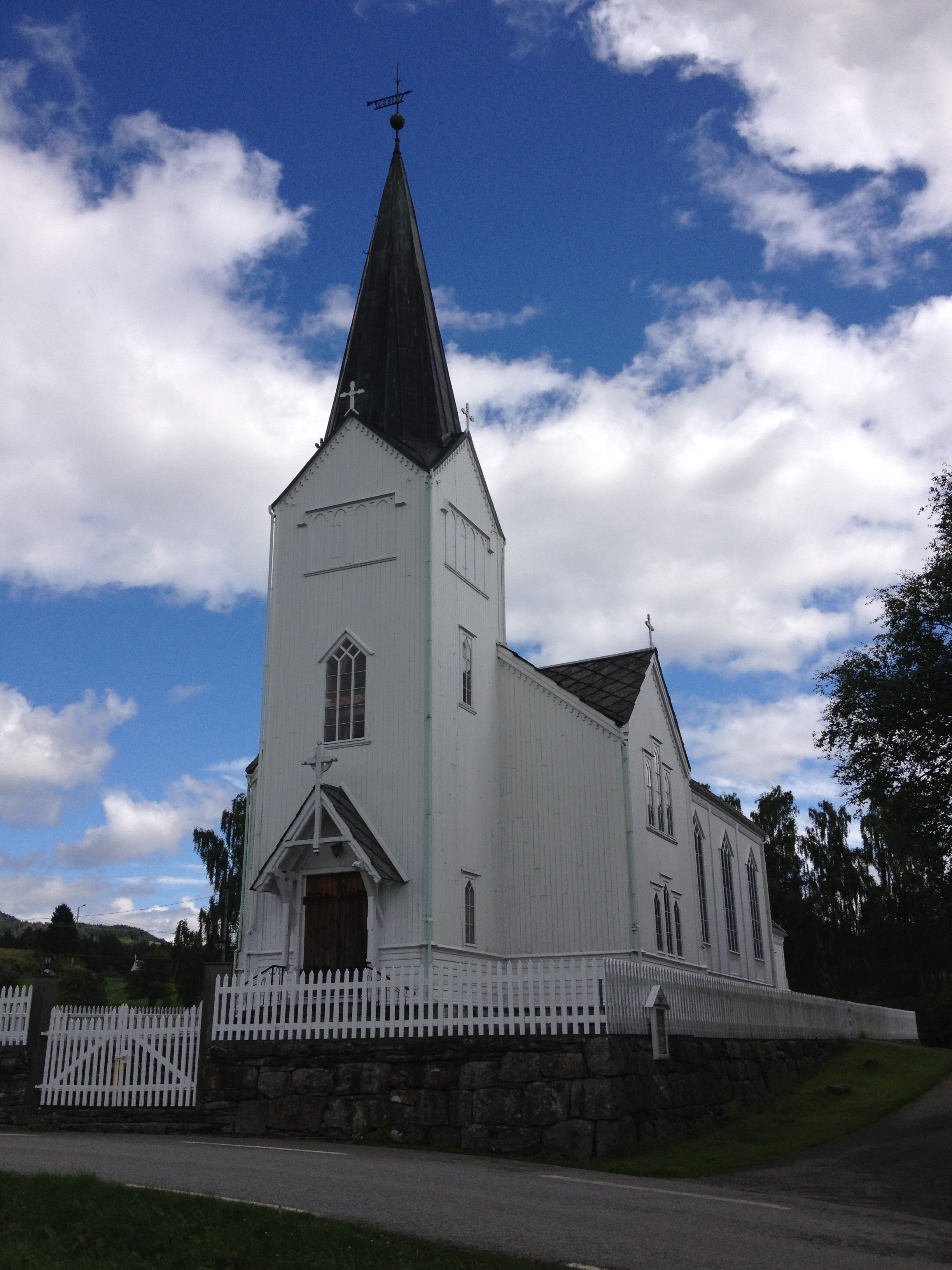
Kirche von Varaldsøy

- (mit Conrad Fredrik von der Lippe:) Høstutstillingen (Herbstausstellung), Oslo, 1886.

## Schriften
- (gemeinsam mit Fredrik Lippe:) Die neue lutherische Kirche zu Sund in Norwegen. Berlin 1883.